# Al Lulu Island

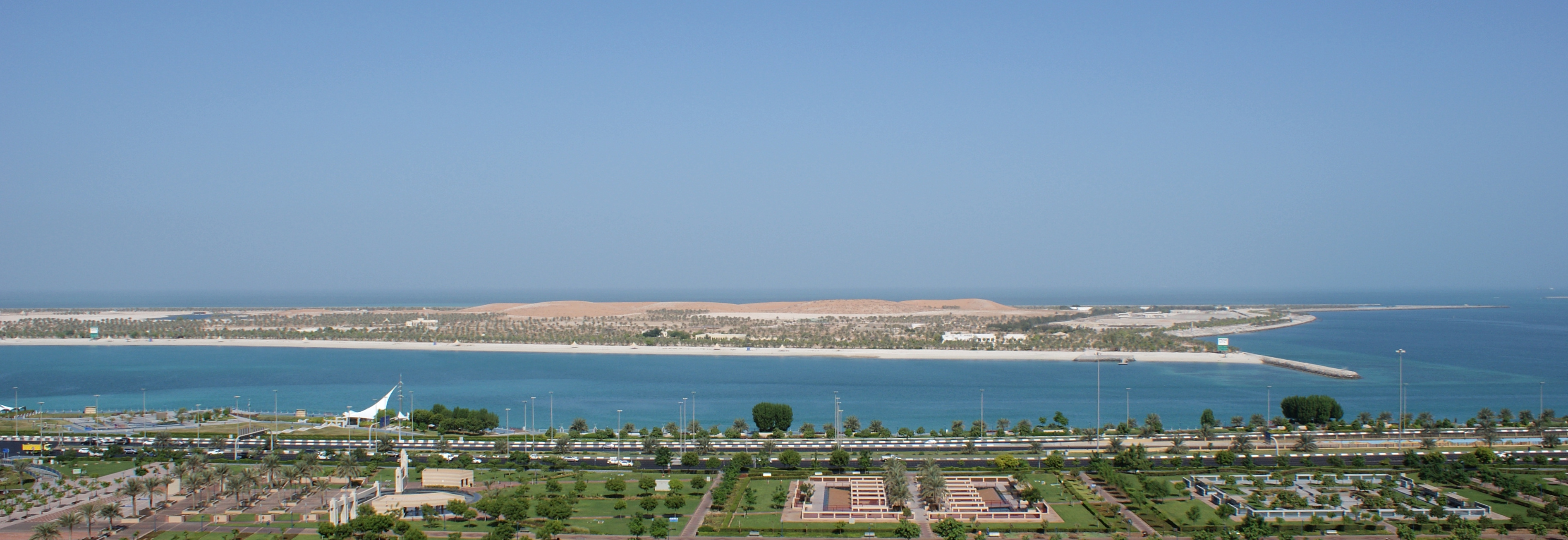
Al Lulu

Al Lulu Island, l'île des perles, (en arabe : جزيرة اللؤلؤ), est une île artificielle de 1 050 acres (4,2 km2), au large de l'île d'Abu Dhabi, de la jetée d'Abu Dhabi au port maritime de Zayed.

## Histoire
Construite dans les années 1980, l'aménagement de l'île est d'abord confiée à Oscar Niemeyer qui imagine un lieu de divertissement avec hôtels, résidences en bord de mer, un monorail surélevé, une marina, un club nautique, un centre de congrès et un zoo. Niemeyer y voyait un potentiel concurrent à Disneyland Paris, alors en construction. La proposition de Niemeyer n'a pas été retenue.
La bonification des terres a été achevée en 1992.
En 1997, face aux frais galopants d'entretien et à l'indécision du devenir de l'île, les autorités d'Abu Dabhi décident de mettre le projet en suspens. En septembre 2003, le gouvernement d'Abu Dhabi décide de relancer le projet Al Lulu, en y investissant 100 millions de dirhams, souhaitant en faire l'un des sceaux de la ville. En 2006, un le projet est confié à Sorouh Real Estate, qui promet la construction d'un site mêlant commerces, résidences, centres culturels et centres de divertissement. En 2007, Al Lulu ouvre au public. Les infrastructures incluent deux restaurants, quatre cafés, une piste pour les promenades à cheval ou à chameau, et deux lacs superficiels, des attractions somme toute peu attirantes,.
Puis revirement de situation quand en 2010, le géant américain de l'architecture Skidmore Owings & Merrill, propose un nouveau plan : la construction de la Lulu Tower, une tour emblématique de 400 mètres de hauteur de 75 étages en forme de palourde. L'année suivante, le ministère des transports lance une étude de faisabilité pour la construction d'une 3x2 voies qui traverse l'île.
Aucun de ces projets n'a encore vu le jour. Pour l'artiste libanais Rayyane Tabet - qui révèle que l'île reprend la forme d'Abu Dhabi, seulement cinq fois plus petit - la non-exécution des différents projets successifs relèvent du caractère fantastique de l'île : elle reflète les projections de l'imaginaire que l'on ne parvient pas à retranscrire dans le réel.
Depuis la fermeture de son accès en 2009, les plages de Al Lulu Island attirent les touristes en quête de tranquillité.
En juillet 2015, face à la prolifération de chats sur l'île, l'association Animal Welfare Abu Dhabi lance un programme consistant à châtrer et sortir de l'île le plus de chats possible.

## Accès
Au 1er janvier 2009, le service régulier de traversée est interrompu. L'accès se fait désormais uniquement en bateau privé, fermé au public.

## Propriétaires
La propriété de l'île est partagée entre Sorouh Real Estate et le Mubadala Development Company.